# Nemzetközi Mobil MADI Múzeum
A Nemzetközi Mobil MADI Múzeum Közép-Európa legnagyobb MADI gyűjteménye. A múzeumot Dárdai Zsuzsa és Saxon-Szász János 1995-ben hozta létre, s az azóta eltelt évek során csaknem 200 műalkotás került a birtokába. Tizennégy ország nyolcvanhét kortárs művészének egy vagy több alkotása található itt.
A múzeum nem rendelkezik saját tulajdonú állandó kiállítási hellyel. A kollekció egyes darabjai – Magyarországon és külföldön – 1995-től több, mint száz kiállításon voltak láthatók.
2005-től a Magyar Tudományos Akadémia győri Regionális Kutatások Központja ad helyet rendszeres Mobil MADI kiállításoknak. A galéria védnöke Rechnitzer János.
A múzeum több külföldi intézménnyel is szoros kapcsolatot tart fenn, így a párizsi ORION centre d'arttal, a milánói Arte Strukturával és a pozsonyi Galeia "Z"-vel.

## MADI art periodical, 1998
A MADI egyik legjelentősebb hazai és nemzetközi fóruma a múzeum által kiadott MADI art periodical. A lapban kiállítási hírek, interjúk, tanulmányok jelennek meg magyar, angol, francia, német, szlovák, orosz stb. nyelven, alkalmanként mintegy 40-50 kortárs műalkotás bemutatásával együtt. Egyes lapszámok tematikusak, ilyen volt a Kassák Lajos évfordulón kiadott lapszám, a Nemzetközi Szimmetria Fesztivállal kapcsolatos szám, és a moszkvai supreMADIsm rendezvénysorozatot bemutató szám.

## EURO-MADI Fesztivál, 1998
Győr mint „Európa-díjas” város, 1998 szeptemberében a Phare Európa Integrációs Program keretében Európa Nap megrendezésére kapott lehetőséget. A Nemzetközi Mobil MADI Múzeum ehhez kapcsolódva 1998. szeptember 11-12. között kiállítást és művészeti fesztivált rendezett.
Kiállítás: félszáz magyar és külföldi alkotó műveit állították ki, a kiállítást dr. Beke László művészettörténész nyitotta meg.
Előadások: Carmelo Arden Quin (Párizs) és Dárdai Zsuzsa (Budapest) „A MADI művészeti mozgalom és a nemzetközi MADI Múzeum bemutatása” címmel tartott előadást, Rosta S. Csaba építész (Győr) a pinnyédi Rábca Hídra elképzelt Nemzetközi MADI Múzeum épületének a terveit mutatta be.
Árverés: a Múzeum felépítésének javára Arden Quin, Bolivar, Joël Froment, Fajó János, Konok Tamás, Nicolas Schöffer és Victor Vasarely műveiből árverést rendeztek. Vezette Tőkés Júlia (Ráday Galéria)
MADI-balett: bemutatták a Művészeti Szakközépiskola növendékei, koreográfus Demcsák Ottó (Győri Balett) volt.
Mappa: a MADI magyarországi csoportja az alkalomra szitamappát jelentetett meg.

## MADI Múzeumhíd Projekt, 2000
1998-ban Győr a múzeumnak ajándékozta a város szélén álló százéves, ipari műemléknek nyilvánított Pinnyédi-hidat. 2000-ben tervek készültek, hogy a hídon múzeumi épület létesüljön, ez anyagi források hiánya miatt nem valósult meg.

## Nemzetközi Szimmetria Fesztivál, 2003
A Múzeum a Nemzetközi Szimmetria Egyesület és a Symmetrion, a Szimmetrológia Alapítvány intézete együttműködőjeként 2003 óta részt vesz a háromévenként Magyarországon megrendezett Nemzetközi Szimmetria Fesztivál művészeti programjainak szervezésében és lebonyolításában. Az együttműködés célja, hogy a szimmetriával foglalkozó tudományágak képviselői, képzőművészek és zenészek, illetve a közönség minél közelebb kerüljenek.

## supreMADIsm Projekt, 2006
A múzeum 2006. május 10. és június 22. között supreMADIsm – Tisztelet az orosz konstruktivizmus mestereinek címmel nemzetközi művészeti fesztivált, és ehhez kapcsolódva kiállításokat szervezett Moszkvában. A geometrikus művészet története a XX. század elejétől, a szuprematizmustól, a ma is élő, kortárs geometrikus művészeti mozgalomig, a MADI-ig ível. A Fesztivál visszavezette a már csaknem klasszicizálódott geometrikus irányzatokat (szuprematizmus, neoplaszticizmus, orosz konstruktivizmus, konkrét művészet, kinetizmus, MADI) a geometrikus művészet bölcsőjéig.

## Nyitott formák a zárt térben, 2007
A múzeum 2007. december 17–19-én a Budapesti Fegyház és Börtön közreműködésével Nyitott formák a zárt térben címmel képzőművészeti napokat rendezett a Budapesti Fegyház és Börtön tereiben Nizalowski Attila kurátor ötlete alapján.  A program képzőművészeti kiállítást és gyakorlati foglalkozást tartalmazott.
Célok, gondolatok
MADI Mozgás-Absztrakció-Dimenzió-Invenció – a MADI szabad geometrikus művészeti irányzat – a MADI lebontja a kereteket a festészetben – a MADI kinyitja a formákat a szobrászatban – a MADI műalkotás a környezet része, a környezet a műalkotás része – a MADI kiszabadítja a határok közé szorított művészi gondolatot – a MADI olyan művészeti találmány, mely oldja a különböző országokat, embercsoportokat egymástól elválasztó határokat – a MADI most befelé, a zárt térbe indul – a MADI a zárt téren belül igyekszik megszólítani és a geometrikus művészet eszközeivel élményben részesíteni azokat a „befogadókat”, akik életük bizonyos szakaszában el vannak zárva a külső világtól
Kiállítás
A kiállítást Frank Tibor bv. dandártábornok, az Intézet parancsnoka, Verbai Lajos, Kőbánya polgármestere és Dárdai Zsuzsa művészetkritikus, kurátor nyitotta meg. Az elítéltek mintegy félszáz kortárs művet tekinthettek meg.
A kiállítási meghívót Bolivar Gaudin (F) tervezte.
Foglalkozások
A gyakorlati foglalkozások keretében, melyeket Saxon-Szász János képzőművész vezetett, az elítéltek szabad formájú geometrikus kompozíciókat készítettek. A foglalkozásokat a munkákból készült kiállítás és közös értékelés zárta.
A foglalkozások alatt a Magyar Rádió munkatársa interjúkat készített.

## Jelentősebb alkotások és művészek a MADI Múzeumban
- Argentína: Martin Blaszko
- Brazília: Galváo, Guedes, Marinho
- Belgium: Decock, Faucon, François, Horvath, Lambelé, Rohr, Száraz, Timer
- Franciaország: Baudry, Bézie, Binet, Bourgignon, Bourmaud, Branchet, Caral, Charasse, Decq, Froment, Lapeyrère, Nem's, Prade, Neyrat, Pasquer, Stempfel, Saint Cricq, Stephant, Vacher, Viot
- Hollandia: Orlando, Kranenbarg, Lier
- Japán: Mori, Szatoru, Poirot-Matsuda, Kimura
- Lengyelország: Borzobohaty, Iwicki, Radke
- Németország: Glass, Lux, Rohlfs, Somfai
- Olaszország: Bernardini, Bertolio, Cecere, Cornolo, Cortese, Fia-Fozzer, Forlivesi, Frangi, Lombardi, Fulchignoni, Luggi, Mascia, Milo, Minoretti, Morello, Nicolato, Caporicci, Perrottelli, Piemonti, Pilone, Pinna, Presta, Rosa, Sernaglia, Zangara
- Oroszország: Pankin, Koleychuk
- Svédország: Fagerlund, Holmstrand, Magnus, Ridell
- Szlovákia: Antal, Belohradský, Drugda, Hulík, Dobes
- Uruguay: Carmelo Arden Quin, Bolivar, Roitman
- USA: Johnson, D'Amico, Gold, John A. Hiigli, Usner
- Venezuela: Barbosa, Mille, Herrera, Silva, Ugarte

A gyűjteményben a MADI néhány fontos magyar előzménye is megtalálható, például Moholy-Nagy László, Kassák Lajos és Victor Vasarely alkotásai.
Kortárs magyar művészek: Bányász Éva, Dai, Erdély Dániel, Ézsiás István, Fajó János, Haász István, Harasztÿ István, Herczegh László, Kovács Tamás László, Matzon Ákos, Trombitás Tamás, Saxon-Szász János és egy-egy művel mások is.

## Külső hivatkozások
- A Nemzetközi Mobil MADI Múzeum honlapja
- Saxon-Szász János honlapja
- Perneczky Géza honlapja
- MTA-MADI Galéria, Kiállítási beszámolók